# Thoiry (Savoie)
Pour les articles homonymes, voir Thoiry.
Thoiry est une commune française située dans le département de la Savoie, en région Auvergne-Rhône-Alpes.

## Géographie

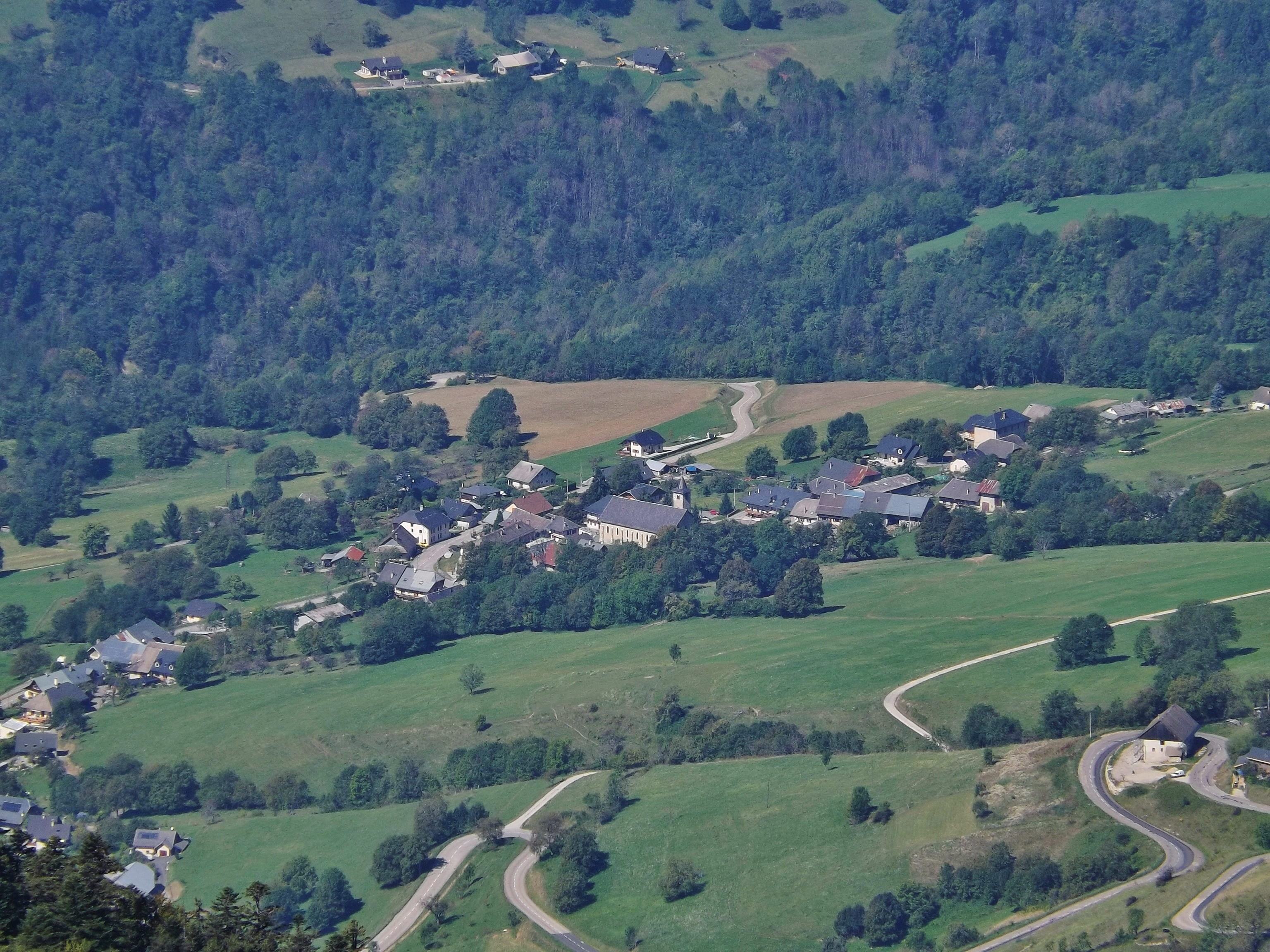
Chef-lieu vu de la pointe de la Galoppaz.

## Urbanisme

### Typologie
Au 1er janvier 2024, Thoiry est catégorisée commune rurale à habitat dispersé, selon la nouvelle grille communale de densité à sept niveaux définie par l'Insee en 2022.
Elle est située hors unité urbaine. Par ailleurs la commune fait partie de l'aire d'attraction de Chambéry, dont elle est une commune de la couronne,. Cette aire, qui regroupe 115 communes, est catégorisée dans les aires de 200 000 à moins de 700 000 habitants,.

### Occupation des sols
L'occupation des sols de la commune, telle qu'elle ressort de la base de données européenne d’occupation biophysique des sols Corine Land Cover (CLC), est marquée par l'importance des forêts et milieux semi-naturels (68,7 % en 2018), en diminution par rapport à 1990 (74 %). La répartition détaillée en 2018 est la suivante : 
forêts (63,3 %), prairies (24,5 %), milieux à végétation arbustive et/ou herbacée (5,3 %), zones agricoles hétérogènes (5 %), zones urbanisées (1,7 %).
L'IGN met par ailleurs à disposition un outil en ligne permettant de comparer l’évolution dans le temps de l’occupation des sols de la commune (ou de territoires à des échelles différentes). Plusieurs époques sont accessibles sous forme de cartes ou photos aériennes : la carte de Cassini (XVIIIe siècle), la carte d'état-major (1820-1866) et la période actuelle (1950 à aujourd'hui).

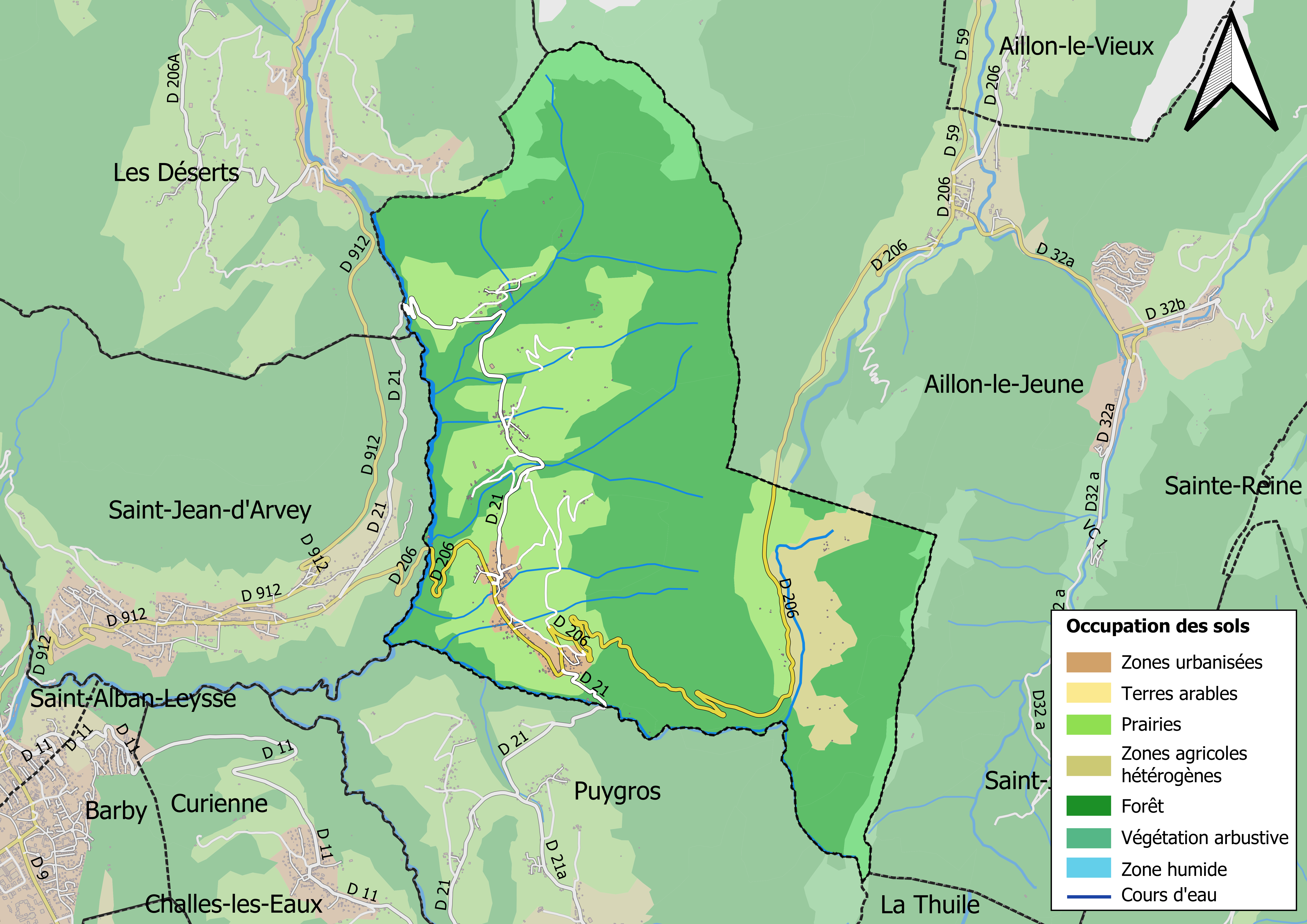
Carte des infrastructures et de l'occupation des sols en 2018 (CLC) de la commune.
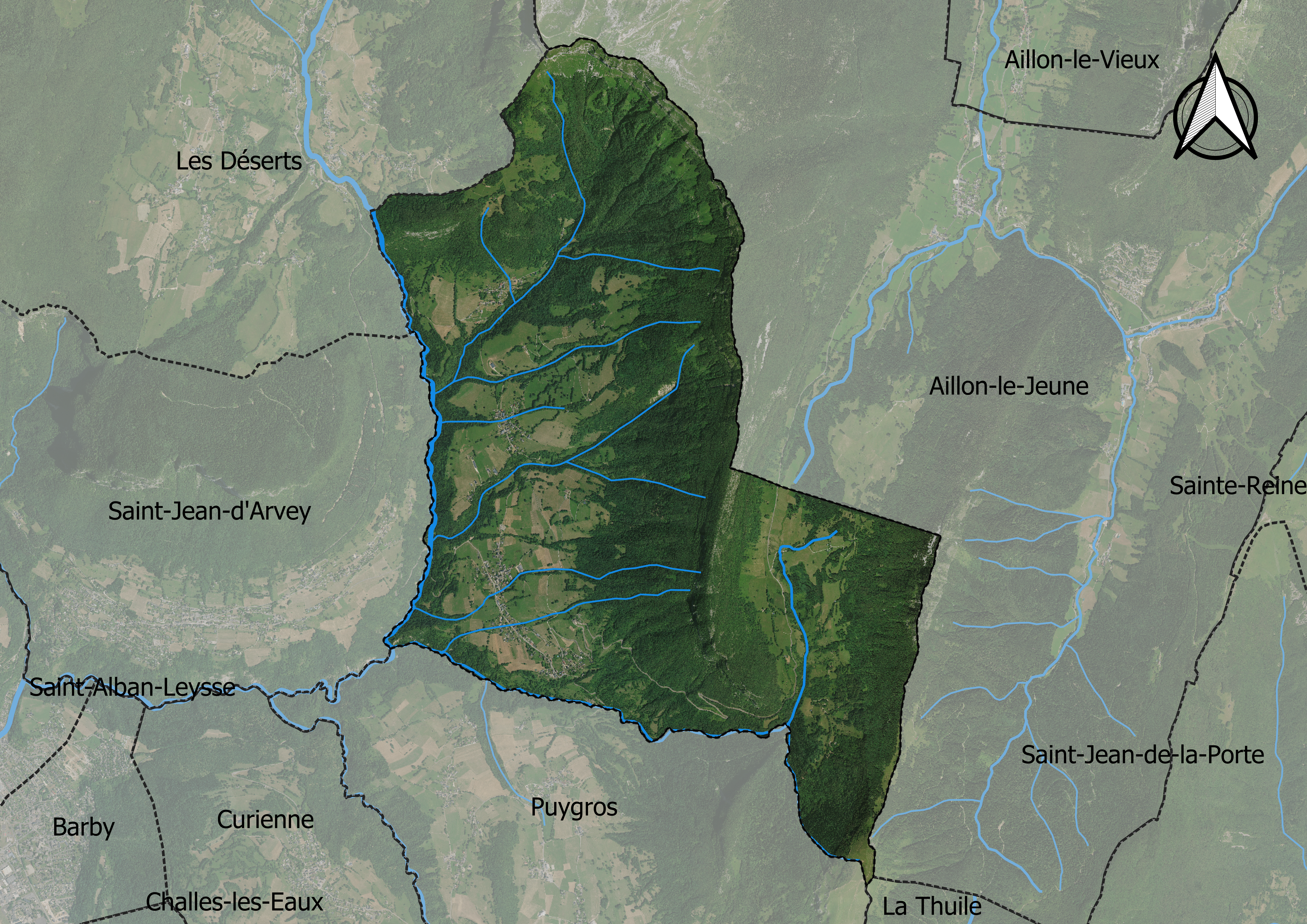
Carte orthophotogrammétrique de la commune.

## Toponymie
Au cours de la période médiévale, on trouve la mention Arvisium ([sic]), Thuiriacus (1488) ou encore Thoiri au cours du XIXe siècle.
Du nom d'homme latin Taurius, issu du mot latin taurus (« taureau »), avec le suffixe possessif –acum.
En francoprovençal, le nom de la commune s'écrit Touéri, selon la graphie de Conflans.

## Politique et administration

### Administration municipale
Le conseil municipal de Thoiry se compose du maire, de trois adjoints et de sept conseillers municipaux.
Voici ci-dessous le partage des sièges au sein du conseil municipal :

### Liste des maires
| Période                                  | Période                    | Identité         | Étiquette | Qualité |
| ---------------------------------------- | -------------------------- | ---------------- | --------- | ------- |
| mars 2001                                | mars 2020                  | Jérôme Esquevin  | ...       | ...     |
| mars 2020                                | En cours (au 30 juin 2020) | Thierry Tournier | ...       | ...     |
| Les données manquantes sont à compléter. |                            |                  |           |         |

### Tendances politiques et résultats
|                                 | 1er score | 1er score                                          | 2e score | 2e score                                | Participation |
| Élections européennes de 2014   |           | 23,81 % pour Jean-Marie Le Pen (FN)                |          | 16,07 % pour Michèle Rivasi (EÉLV)      | 42,86 %       |
| Élections municipales de 2014   |           | 95,11 % pour Jérôme Esquevin (SE)                  |          | 94,73 % pour Marie-Claude Pachoud (SE)  | 66,50 %       |
| Élections législatives de 2012  |           | 63,48 % pour Bernadette Laclais (PS)               |          | 36,52 % pour Christiane Brunet (DVD)    | 59,75 %       |
| Élection présidentielle de 2012 |           | 52,25 % pour François Hollande (PS)                |          | 47,75 % pour Nicolas Sarkozy (UMP)      | 88,27 %       |
| Élections régionales de 2010    |           | 56,35 % pour Jean-Jack Queyranne (PS)              |          | 29,44 % pour Françoise Grossetête (UMP) | 56,12 %       |
| Élections cantonales de 2008    |           | 61,32 % pour Jean-Pierre Burdin (PRG) élu 1er tour |          | 18,82 % pour Christiane Nantois (DVD    | 78,40 %       |

## Démographie
Les habitants de la commune sont appelés les Thoirzans.

L'évolution du nombre d'habitants est connue à travers les recensements de la population effectués dans la commune depuis 1793. Pour les communes de moins de 10 000 habitants, une enquête de recensement portant sur toute la population est réalisée tous les cinq ans, les populations de référence des années intermédiaires étant quant à elles estimées par interpolation ou extrapolation. Pour la commune, le premier recensement exhaustif entrant dans le cadre du nouveau dispositif a été réalisé en 2005.

En 2022, la commune comptait 454 habitants, en évolution de −1,52 % par rapport à 2016 (Savoie : +3,63 %, France hors Mayotte : +2,11 %).
| 1793  | 1800  | 1806  | 1822  | 1838  | 1848  | 1858  | 1861  | 1866  |
| ----- | ----- | ----- | ----- | ----- | ----- | ----- | ----- | ----- |
| 1 015 | 1 027 | 1 065 | 1 319 | 1 354 | 1 460 | 1 319 | 1 363 | 1 273 |

| 1872  | 1876  | 1881  | 1886  | 1891  | 1896  | 1901  | 1906 | 1911 |
| ----- | ----- | ----- | ----- | ----- | ----- | ----- | ---- | ---- |
| 1 239 | 1 286 | 1 251 | 1 230 | 1 121 | 1 015 | 1 003 | 959  | 884  |

| 1921 | 1926 | 1931 | 1936 | 1946 | 1954 | 1962 | 1968 | 1975 |
| ---- | ---- | ---- | ---- | ---- | ---- | ---- | ---- | ---- |
| 705  | 635  | 633  | 563  | 479  | 391  | 345  | 285  | 245  |

| 1982 | 1990 | 1999 | 2005 | 2006 | 2010 | 2015 | 2020 | 2022 |
| ---- | ---- | ---- | ---- | ---- | ---- | ---- | ---- | ---- |
| 258  | 321  | 390  | 423  | 420  | 448  | 465  | 454  | 454  |

## Culture locale et patrimoine

### Lieux et monuments
- Église placée sous le patronage de l'Immaculée Conception. Le nouvel édifice, de style néoroman, est construit selon les plans de l'architecte des Bâtiments du département et architecte diocésain, Joseph Samuel Revel, en 1877. Il est consacré en 1881[14]. « Cloche de Goussel Louis », notice no PM73000893, sur la plateforme ouverte du patrimoine, base Palissy, ministère français de la Culture